# 東大邱駅
東大邱駅（トンデグえき）は、大韓民国大邱広域市東区にある、韓国鉄道公社 (KORAIL) の駅。
本項では、近接する大邱交通公社1号線の東大邱駅駅（トンデグヨクえき）についても記述する。

## 概要
1969年に、大邱市のターミナル駅としての役割を大邱駅に代わって担う駅として開業した、大邱広域市の代表駅。全国でもソウル駅の次に大きい駅である。
かつて大邱線の旧線はこの駅から分岐していたが、 2005年に大邱線の線路が移設され、起点が佳川駅に移された。 

### 乗り入れ路線
韓国鉄道公社の京釜線と京釜高速線が乗り入れており、京釜線を通じて慶北線・大邱線・慶全線に直通する列車も当駅に乗り入れる。大邱線を経由する列車は全列車が当駅まで乗り入れる。
韓国鉄道公社の駅舎の南側にある広場の地下に大邱交通公社1号線の東大邱駅駅が位置している。東大邱駅駅の駅番号は135。

## 歴史
- 1969年6月10日 - 普通駅として開業[1]。
- 1998年5月2日 - 大邱広域市地下鉄公社（現・大邱交通公社）1号線開業。
- 2000年1月1日 - 東大邱地域管理駅に変更。
- 2003年
  - 2月18日 - 大邱地下鉄放火事件により1号線全線運休。
  - 2月19日 - 1号線の運転再開。
- 2004年4月1日 - 京釜高速線（1期）開業。KTX運転開始。
- 2006年
  - 5月1日 - 小貨物取り扱い中止。
  - 7月1日 - 地域管理制を廃止して、グループ代表駅に指定。
- 2007年6月1日 - ダイヤ改正により金泉・亀尾経由のKTXが運行開始。
- 2008年1月1日 - 東大邱～浦項間の通勤列車運転中断。金泉・亀尾経由のKTXを増発。
- 2009年
  - 5月15日 : 増築工事着工[2]。
  - 5月29日 - 1号線の駅にホームドア設置。
- 2010年
  - 11月1日 - 京釜高速線（2期）開業。金泉駅・亀尾駅経由のKTXの設定を廃止。
  - 12月15日 - ソウル-東大邱間のムグンファ号運転開始。
- 2011年5月1日 - ダイヤ改正により、高速線経由東大邱行KTX運行終了。
- 2012年
  - 7月25日 - 京釜高速鉄道大邱都心区間工事により、鎮海線方面セマウル号列車の起点になる。
  - 8月1日 - ダイヤ改正により、ムグンファ号下り2本に東大邱発慶山行の列車が設定される。
  - 11月1日 - ダイヤ改正により、高速線経由東大邱行KTXが復活、釜田/鎮海方面セマウル号運転終了。
- 2016年
  - 12月9日 - SRT運行開始。
  - 12月12日 - 東大邱複合乗換センター（朝鮮語版）オープン。
- 2024年12月14日 - 大慶線が開業[3]。

## 駅構造

### 韓国鉄道公社
島式ホーム6面12線を有する地上駅で橋上駅舎を持つ。2009年5月15日から駅増築工事を開始しており、7面14線に拡張される予定である。

#### のりば

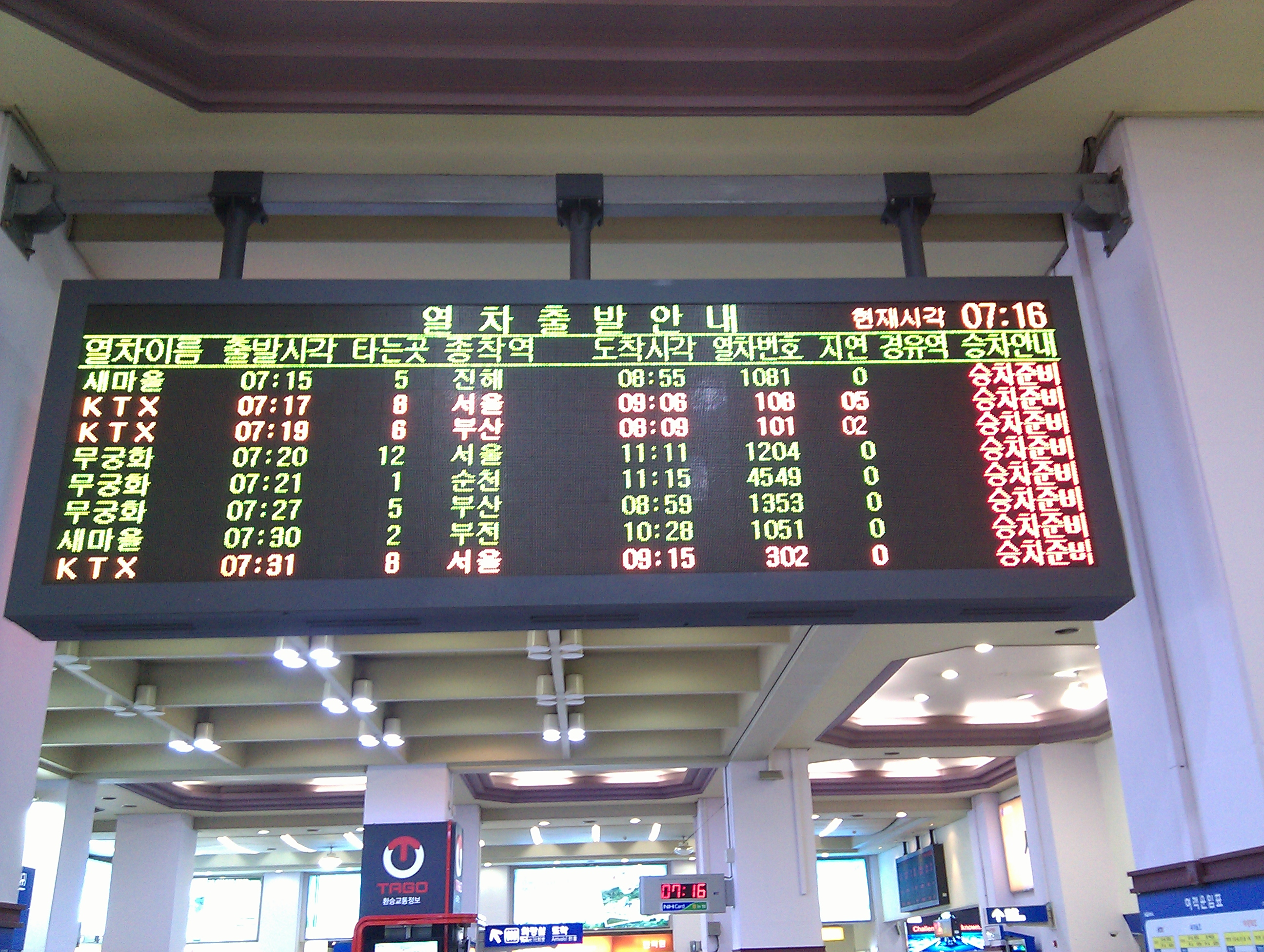
発車票（2011年撮影）
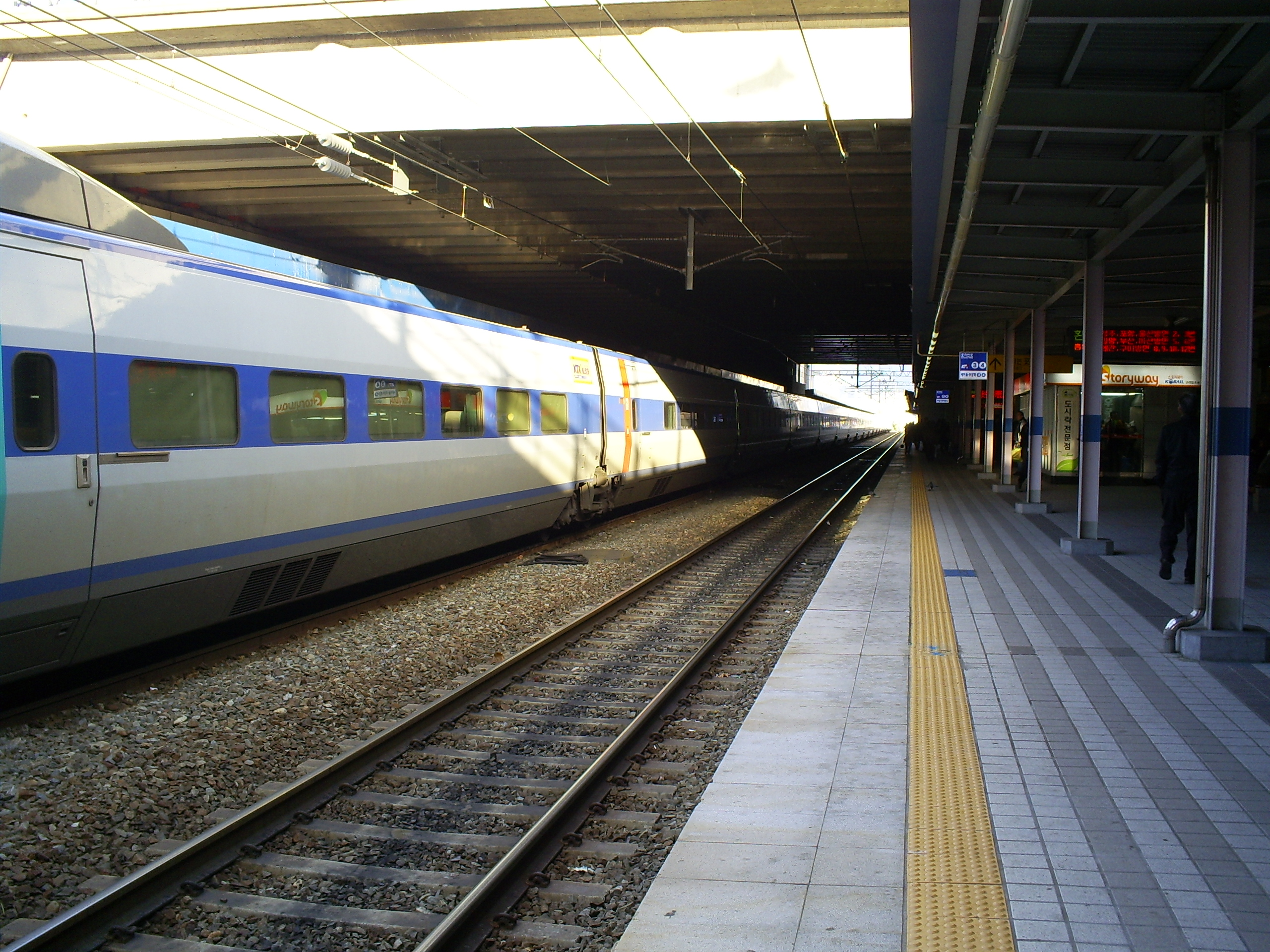
ホーム（2008年撮影）

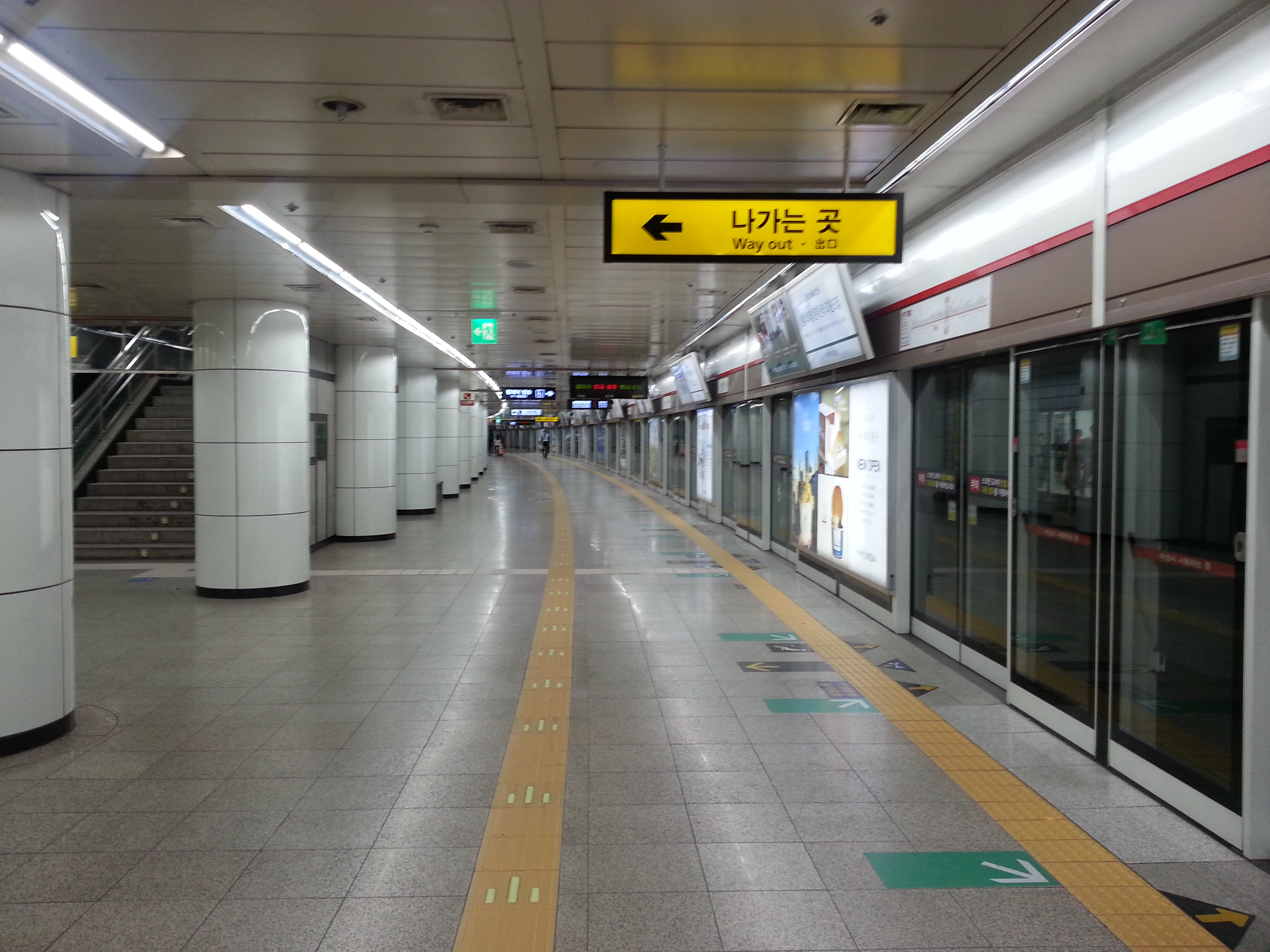
ホーム（2017年撮影）

| ホーム  | 路線                                     | 系統                       | 行先                                               |
| ------- | ---------------------------------------- | -------------------------- | -------------------------------------------------- |
| 1・2・3 | 大邱線・中央線・東海線・嶺東線直通       | ITX-セマウル・ムグンファ号 | 江陵・永川・栄州・浦項・太和江・新海雲台・釜田方面 |
| 5・6    | 京釜線下り（慶全線直通含む）             | ITX-セマウル・ムグンファ号 | 釜山・馬山・晋州方面                               |
| 7・8    | 京釜高速線下り（慶全線・東海線直通含む） | KTX                        | 慶州・蔚山・釜山・馬山・晋州・浦項方面             |
| 9・10   | 京釜高速線上り                           | KTX                        | 当駅発 大田・ソウル方面                            |
| 11・12  | 京釜高速線上り                           | KTX                        | 大田・天安牙山・ソウル・幸信方面                   |
| 13・14  | 京釜線（慶北線・忠北線直通含む）上り     | ITX-セマウル・ムグンファ号 | 金泉・大田・ソウル・堤川・栄州方面                 |

- 発車票（2011年撮影）
- ホーム（2008年撮影）

### 大邱交通公社
相対式ホーム2面2線の地下駅でフルスクリーンタイプのホームドアが設置されている。
ホームは地下3階にあり、上り・下りホームから階段を上った地下2階にそれぞれの改札があり、上下ホーム間の改札内移動は出来ない。地下1階に駅務室・化粧室がある。
出入口は1番から3番までの3ヶ所ある。

#### のりば
- のりばの番号は存在しない。

| 上り | ⚫︎1号線 | 大邱駅・半月堂・舌化椧谷方面 |
| 下り | ⚫︎1号線 | 安心方面                     |

- ホーム（2017年撮影）

## 利用状況
韓国鉄道公社
| 年度別 | 年度別 | 年度別 | 利用状況 | 利用状況 | 利用状況   | 利用状況 | 利用状況 | 利用状況 |
| 年度別 | 年度別 | 年度別 | 京釜線   | 京釜線   | 京釜線     | 京釜線   | 京釜線   | 大邱線   |
| 年度別 | 年度別 | 年度別 | KTX      | セマウル | ムグンファ | トンイル | 合計     | 合計     |
| ------ | ------ | ------ | -------- | -------- | ---------- | -------- | -------- | -------- |
| 2001年 | 下り   | 乗車   | 未開通   | 577269   | 1282677    | 31099    | 1891045  | 849177   |
| 2001年 | 下り   | 下車   | 未開通   | 1374255  | 1742485    | 62540    | 3179280  | 始発     |
| 2001年 | 上り   | 乗車   | 未開通   | 1400297  | 1570276    | 28709    | 2999282  | 終着     |
| 2001年 | 上り   | 下車   | 未開通   | 579498   | 1142460    | 29815    | 1751773  | 887875   |
| 2002年 | 下り   | 乗車   | 未開通   | 557497   | 1212496    | 30859    | 1800852  | 754330   |
| 2002年 | 下り   | 下車   | 未開通   | 1324858  | 1566192    | 59936    | 2950986  | 始発     |
| 2002年 | 上り   | 乗車   | 未開通   | 1352202  | 1430894    | 25873    | 2808969  | 終着     |
| 2002年 | 上り   | 下車   | 未開通   | 539247   | 1100698    | 27146    | 1667091  | 708700   |
| 2003年 | 下り   | 乗車   | 未開通   | 463849   | 1064131    | 28261    | 1556241  | 633013   |
| 2003年 | 下り   | 下車   | 未開通   | 1213510  | 1358739    | 67251    | 2639500  | 始発     |
| 2003年 | 上り   | 乗車   | 未開通   | 1253584  | 1266026    | 24824    | 2544434  | 終着     |
| 2003年 | 上り   | 下車   | 未開通   | 460257   | 980476     | 20158    | 1460891  | 680352   |
| 2004年 | 下り   | 乗車   | 472952   | 306483   | 1036959    | 18098    | 1834492  | 696876   |
| 2004年 | 下り   | 下車   | 2827276  | 608567   | 1171366    | 20318    | 4627527  | 始発     |
| 2004年 | 上り   | 乗車   | 2827224  | 615014   | 1114241    | 7012     | 4563491  | 終着     |
| 2004年 | 上り   | 下車   | 445253   | 319068   | 1005085    | 16526    | 1785932  | 720206   |
| 2005年 | 下り   | 乗車   | 796778   | 232768   | 1003362    | 22690    | 2055598  | 837075   |
| 2005年 | 下り   | 下車   | 4565825  | 335184   | 1103279    | 139      | 6004427  | 始発     |
| 2005年 | 上り   | 乗車   | 4555662  | 318631   | 1051984    | 80       | 5926357  | 終着     |
| 2005年 | 上り   | 下車   | 780400   | 277596   | 886491     | 13922    | 1958409  | 849630   |

大邱交通公社
| 年度   | 1日平均 乗車人員 |
| ------ | ---------------- |
| 1998年 | 5913             |
| 1999年 | 8659             |
| 2000年 | 未公開           |
| 2001年 | 8964             |
| 2002年 | 9116             |
| 2003年 | 4600             |
| 2004年 | 8591             |
| 2005年 | 9379             |
| 2006年 | 12372            |
| 2007年 | 11840            |
| 2008年 | 11684            |
| 2009年 | 11368            |
| 2010年 | 11672            |
| 2011年 | 12532            |
| 2012年 | 12747            |

## 駅周辺

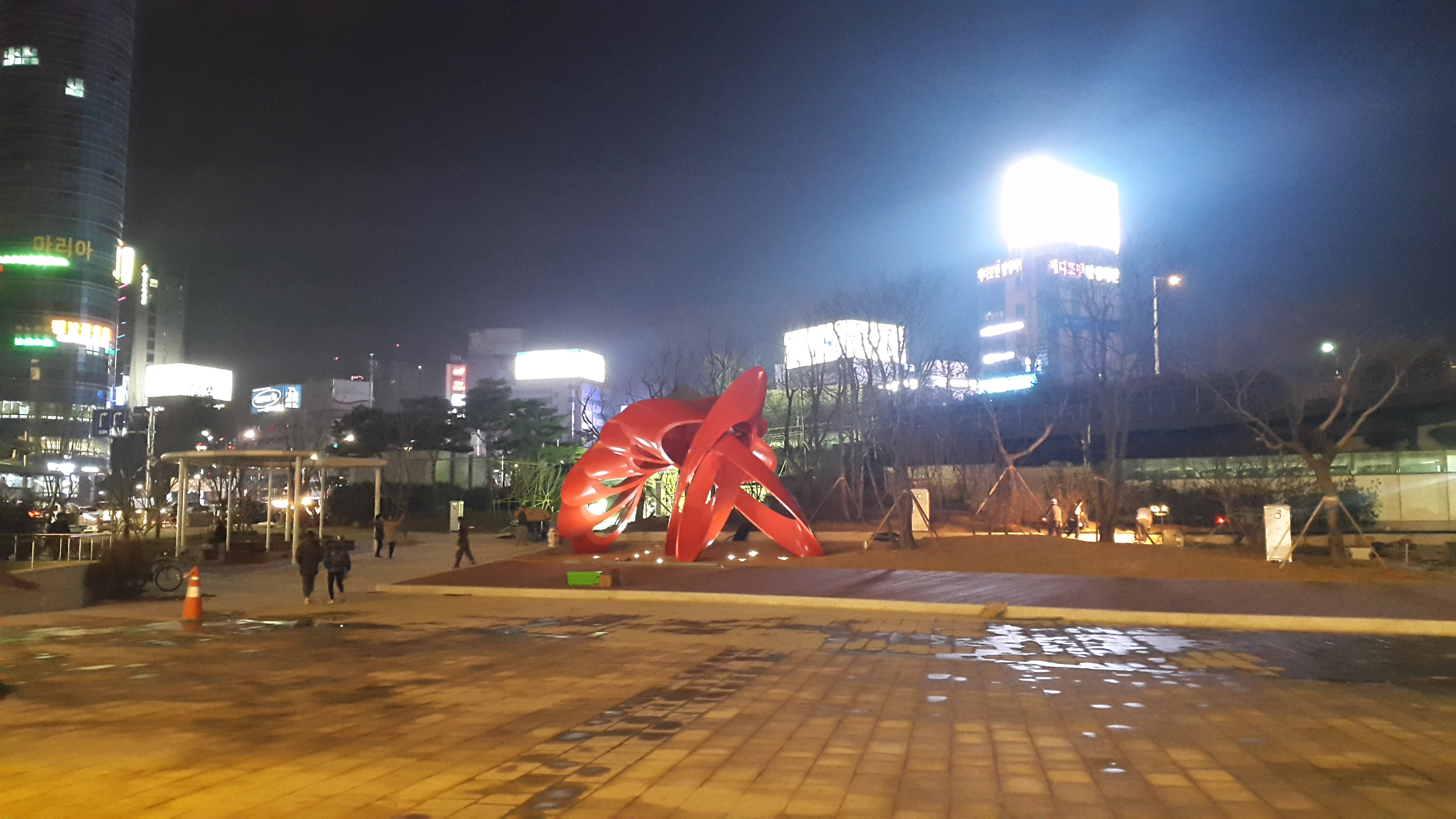
駅前広場（2016年撮影）

- 東大邱複合乗換センター（朝鮮語版）
  - 新世界百貨店大邱店
  - バンディエンルニス（朝鮮語版）大邱新世界店
  - エレクトロマート大邱店
  - トイキングダム大邱店
  - メガボックス（朝鮮語版）東大邱
- 大邱パティマ病院（朝鮮語版）
- 東大邱マンション
- 東大邱複合乗換センター（朝鮮語版）
- 大邱文化放送
- 貴賓挙式場
- 大邱東部消防署（朝鮮語版）
- 大韓地籍公社（朝鮮語版） 大邱東部支社
- 新川洞慶北アパート
- 孝睦洞鶏林アパート
- 大邱商工会議所（朝鮮語版）
- 新川4洞郵便局
- 慶北水協四差路
- 新岩3洞住民センター
- 新川3洞住民センター
- 東大邱初等学校
- 徳聖初等学校
- KT 東大邱支社
- 大邱マリオットホテル

## 隣の駅
韓国鉄道公社
京釜高速線
KTX
金泉（亀尾）駅 - 東大邱駅 - 慶州駅
京釜線
KTX
金泉(亀尾)駅（京釜高速線直通） - 東大邱駅 - 慶山駅（釜山方面）/密陽駅（慶全線方面）
ITX-セマウル・ムグンファ号・大慶線
大邱駅 - 東大邱駅 - 慶山駅（釜山方面・大慶線）/密陽駅（慶全線方面）/河陽駅（大邱線直通）
ヌリロ号
大邱駅 - 東大邱駅
大邱交通公社
⚫︎1号線
新川駅 (134) - 東大邱駅駅 (135) - 東区庁駅 (136)